# Kahovka, Berezivka
Kahovka (în ucraineană Каховка) este un sat în comuna Andrievo-Ivanivka din raionul Berezivka, regiunea Odesa, Ucraina.

## Demografie
Componența lingvistică a localității Kahovka
     Ucraineană (90,48%)
     Rusă (8,33%)
     Română (1,19%)
Conform recensământului din 2001, majoritatea populației localității Kahovka era vorbitoare de ucraineană (90,48%), existând în minoritate și vorbitori de rusă (8,33%) și română (1,19%).